# Терещенко Олесь Володимирович
Оле́сь Володи́мирович Тере́щенко (9 січня 1975, Донецьк — 12 березня 2018, Київ) — колишній ведучий на Першому національному телеканалі, Заслужений журналіст України.

## Життєпис

Олесь Терещенко в ефірі Першого Національного телеканалу

З 1981 по 1991 рік навчався у СШ № 9 Донецька.
Батько Олеся, Володимир Терещенко, був журналістом, працював кореспондентом УТ на Донеччині. Олесь із братом записували свої перші гумористичні програми на батьківський професійний магнітофон. Ще учнем відвідував школу журналістики Донецького університету. В останньому класі їздив із батьком на зйомки.
З 1991 по 1996 рік навчався на факультеті журналістики Київського національного університету ім. Шевченка.

### Творчий шлях
У 1997 році створив Телевізійну службу новин на телеканалі «1+1» у складі нової команди «Післямови».
У 1998 році провів перший випуск новин, тоді знімальна група залила студійні декорації шампанським, вітаючи колегу з дебютом. Був ведучим ефірів і керував міжнародним відділом новин, вів репортажі з багатьох країн світу. Знімав документальні фільми для «ТСН-особливий погляд», вів спеціальні проєкти часто у прямому ефірі.
- Після Помаранчевої революції почав керувати тижневим випуском «ТСН. Підсумки».

У 2004 році разом із Андрієм Тичиною відмовився вести передвиборчий марафон на 1+1, який мав за мету просування Януковича. Співведучим Терещенка мав стати В'ячеслав Піховшек. Це було спільне рішення редакції каналу, який не погодився з політикою Володимира Оселедчика. До відмови вести марафон також приєднались ведучі Людмила Добровольська та Алла Мазур.
У 2008 році через зміну власника і редакційної політики «1+1» пішов з посади ведучого основного випуску «ТСН».
У 2009—2010 роках почав працювати на Першому національному телеканалі, де вів головні випуски новин.
У 2010 році став ведучим ток-шоу «Про головне», яке досі є у ефірі на UA: Першому.
У 2018 році планував створити новий проєкт на Суспільному телебаченні.

## Захворювання
2 серпня 2017 року журналіст звернувся до широкої громадськості України з проханням про допомогу на лікування важкого онкологічного захворювання. Завдяки небайдужим людям було зібрано певну суму для лікування Олеся в Ізраїлі.

## Смерть
Влітку 2017 року Олесь повідомив у соцмережах, що хворий, довгий час боровся з недугом. Помер 12 березня 2018 року в Києві після важкого онкологічного захворювання. 14 березня Олеся було відспівано у Свято-Троїцькому монастирі (УПЦ). Похований на Берковецькому кладовищі.

## Примітки

Премія «Телетріумфу»

## Відзнаки
- 2005 — премія «Людина року»
- 2005 — Заслужений журналіст України.
- 2005 — премія Телетріумф у номінації «За значний внесок у розвиток українського телебачення».
- 2010 — Почесна грамота Кабінету Міністрів України.